# 2-idrossiglutarato sintasi
La 2-idrossiglutarato sintasi è un enzima appartenente alla classe delle transferasi, che catalizza la seguente reazione:
propanoil-CoA + H2O + gliossilato ⇄ 2-idrossiglutarato + CoA